# Youngiella
Youngiella is een geslacht van uitgestorven kreeftachtigen uit de klasse van de Ostracoda (mosselkreeftjes).

## Soorten
- Youngiella calvata (Green, 1963) Lethiers, 1981 †
- Youngiella devonica Loranger, 1963 †
- Youngiella elongata (Coryell & Sample, 1932) Bradfield, 1935 †
- Youngiella gracilis Bradfield, 1935 †
- Youngiella griasiensis Zanina, 1960 †
- Youngiella hewetti (Coryell & Billings, 1932) Wilson, 1933 †
- Youngiella mica Rozhdestvenskaya, 1972 †
- Youngiella minima Weyant, 1975 †
- Youngiella minuta (Warthin, 1930) Wilson, 1933 †
- Youngiella mooritiformis Zanina, 1968 †
- Youngiella naviculata Posner, 1951 †
- Youngiella nodosa Harris & Jobe, 1956 †
- Youngiella oblonga Loranger, 1963 †
- Youngiella parallela (Coryell & Sample, 1932) Wilson, 1933 †
- Youngiella rectidorsalis (Jones & Kirkby, 1886) Jones & Kirkby, 1895 †
- Youngiella truncata (Coryell & Billings, 1932) Wilson, 1933 †